# Suezský průplav
Suezský průplav (arabsky قناة السويس, hebrejsky תעלת סואץ), zkráceně a nepřesně též Suez, je 193 km dlouhý průplav v Egyptě spojující Středozemní a Rudé moře. Byl otevřen roku 1869 a jde o jednu z nejdůležitějších vodních cest na světě. Vede napříč Suezskou šíjí, v propadlině tvořící geologické rozhraní mezi Afrikou a Asií (resp. Eurasií), a prakticky tak tyto kontinenty od sebe odděluje. Je prokopán na úrovni mořské hladiny, takže neobsahuje žádná zdymadla a umožňuje souvislou plavbu bez přerušení.
Vede zhruba ve směru SSZ–JJV, v jižní třetině se na něm nachází rozšíření zvané Velké Hořké jezero, původně suchá solná proláklina, zaplavená mořskou vodou z průplavu. Tímto jezerem je průplav rozdělen na delší a přímější severní část, a kratší a příkřeji zahloubenou jižní část s výrazným ohybem na trase.
Průplav umožňuje lodím přímou cestu mezi Středozemním mořem a Indickým oceánem, namísto obeplouvání Afriky kolem mysu Dobré naděje anebo pozemní přepravě nákladu mezi přístavy na protějších stranách Suezské šíje. Oproti plavbě kolem Afriky se cesta Suezským průplavem například z Perského zálivu do Rotterdamu zkrátila o 42 % a do New Yorku o 30 %. Cesta mezi Asií a Evropou je kratší asi o týden. Průplavem prochází asi 10 % světového obchodu, včetně 7 % globálních dodávek ropy; severním směrem proudí hlavně ropa, uhlí a kovové rudy, jižním směrem se dopravuje především cement, hnojiva, zpracované kovy, obilí a prázdné tankery.
Po rozšíření z roku 2010 mohou průplavem plout lodi s maximálním užitečným nákladem až 240 tisíc tun (DWT), což jsou všechny současné lodě kromě asi třetiny těch největších supertankerů, které dále objíždějí Afriku starou cestou. Dříve musely lodi plout v konvojích, které se míjely na rozšířených výhybnách (jako vlaky na jednokolejné trati), kdežto od rozšíření a dostavby 35 km nového úseku průplavu v roce 2015 (tzv. Nový Suezský průplav) mohou plout nezávisle oběma směry po celé délce. Tím se kapacita průplavu zvýšila ze 49 na 97 lodí denně, snížily čekací doby v průměru z 11 na 3 hodiny a tím zkrátila doba plavby průplavem na zhruba 10 hodin.
Suezský průplav ovlivnil také ekosystém Středozemního moře, do kterého v rámci takzvané lessepsovské migrace pronikají organismy z Rudého moře.

## Starověký průplav

Mapa starověkého průplavu

Suezský průplav v této podobě není prvním průplavem umožňujícím plavbu mezi Rudým a Středozemním mořem. První předchůdce Suezského průplavu vznikl již ve 13. století př. n. l., když Egypťané propojili Rudé moře a deltu řeky Nil. Nebylo to však příliš životaschopné řešení – delta Nilu je neustále zanášena sedimenty: trasa sjízdných cest i hloubka severní části cesty se stále měnily a bylo dost obtížné tudy proplout. Průplav časem zanikl (pravděpodobně nejpozději v 8. století př. n. l.).
Znovu se ho pokusil neúspěšně obnovit faraón Nechos II. kolem roku 600 př. n. l. Až perský král Dáreios I. byl o sto let později úspěšnější. Průplav byl později znovu nakrátko obnoven například ve 2. století př. n. l. za egyptského krále Ptolemaia II. nebo počátkem 2. století římským císařem Traianem.
Naposled byl starý průplav obnoven kolem roku 645, když Arabové dobyli Egypt, ale roku 770 jej dal chálif Al Mansur ze strategických důvodů uzavřít.

## Historie novodobého průplavu

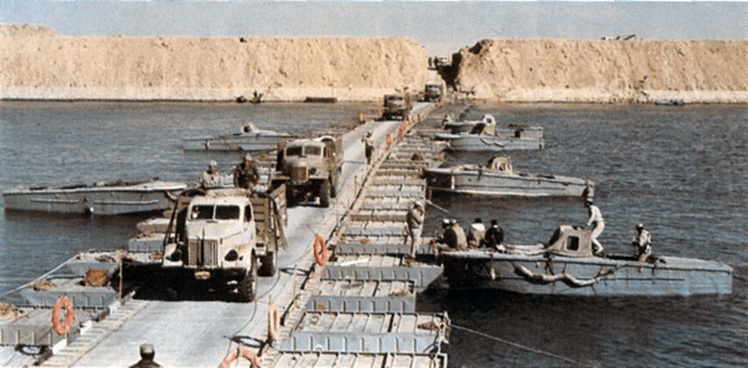
Egyptská technika překračuje kanál během Jomkipurské války 7. října 1973

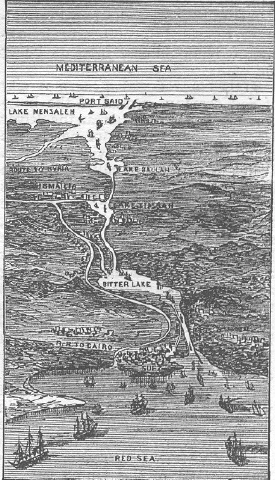
Pohledová mapa z roku 1881; dole je Suez, nahoře Port Said

Profil průplavu se mezi roky 1870 a 2010 zvětšil patnáctkrát.

Roku 1504 Benátčané marně žádali o povolení ke stavbě průplavu.
Filosof Gottfried Wilhelm Leibniz se snažil roku 1671 přesvědčit francouzského krále Ludvíka XIV., ale obavy z rozdílu hladin a zanášení průplavu se nepodařilo překonat. O prokopání průplavu se zajímal Napoleon Bonaparte roku 1799 při svém egyptském tažení. Dal vypracovat studii, která dospěla k mylnému závěru, že rozdíl hladin obou moří je asi 9 metrů, takže byl projekt opět opuštěn.
O projekt se pak ve 30. letech 19. století začal zajímat francouzský inženýr a diplomat Ferdinand Lesseps, když byl konzulem v Alexandrii. Dal si vypracovat podrobný projekt od rakouského projektanta Aloise Negrelliho, který projektoval mj. také karlínský viadukt v Praze. V roce 1856 se Lesseps stal konzulem v Káhiře a téhož roku získal koncesi na stavbu průplavu od egyptského místokrále Saída Paši, který později zakoupil 44% podíl ve společnosti Compagnie universelle du canal maritime de Suez, jež průplav stavěla. Ta byla založena roku 1857 za účasti investorů z Francie, Itálie, Rakouska, Egypta, Ruska i USA. Naopak britská vláda stavbu zprvu odmítala a snažila se jí zabránit.
25. března 1859 byla stavba slavnostně zahájena na středomořském pobřeží v místě, kde později vznikl přístav Port Said. Na pustém místě se musel nejprve postavit malý přístav, sklady a ubytovny pro dělníky, kterých na stavbě pracovalo až 34 tisíc. Všechen[zdroj?] materiál se přivážel z Evropy, vodu a potraviny přinášelo až 1 800 velbloudů. Zpočátku hloubili průplav dělníci ručně, vytěžený materiál se přenášel v koších. Teprve postupně vznikaly parní bagrovací lodě a mechanické transportéry, které bylo třeba nejprve zkonstruovat a vyrobit. Na stavbě se vystřídalo asi 1,5 milionu pracovníků, zprávy[zdroj?] o lidských obětech (údajně až 120 tisíc mrtvých) jsou však silně přehnané.
Stavba probíhala 10 let, původní rozpočet byl více než dvojnásobně překročen. Průplav byl slavnostně otevřen 17. listopadu 1869. To mělo ohromný pozitivní efekt na zámořský obchod a pronikání Evropanů do Afriky. Největší prospěch přinesl průplav Itálii a zejména Rakousko-Uhersku, které se na stavbě také výrazně podílelo. Provoz ovšem nebyl rentabilní a Egypt se ocitl na hranici bankrotu. V roce 1875 převzala britská vláda podíl od Ismáila Paši, syna Saída Paši, a stala se tak paradoxně největším akcionářem společnosti vlastnící Suezský průplav.
Roku 1879 vypuklo proti britskému vedení povstání „Mladých Egypťanů“, které Británie potlačila a Egypt roku 1882 vojensky obsadila. V roce 1888 Konstantinopolská smlouva prohlásila Suezský průplav za neutrální území pod správou Velké Británie a zaručila volný průjezd všem zemím v době míru i války.
Roku 1922 britská armáda Egypt opustila, nicméně anglo-egyptská smlouva z roku 1936 potvrdila dohled Spojeného království nad průplavem. V průběhu druhé světové války se Němci a Italové marně snažili průplav dobýt a obsadit. V roce 1951 Egypt smlouvu vypověděl a Spojené království posléze souhlasilo, že se od něj stáhne (1954). Prezident Gamal Násir roku 1956 průplav znárodnil, což vedlo k tzv. Suezské krizi, během níž se okolí průplavu stalo dějištěm bojů mezi Egyptem a izraelsko-britsko-francouzskou koalicí. Následkem toho byl průplav v letech 1956–1957 uzavřen.
Během šestidenní války (1967) se stal Suezský průplav demarkační linií mezi Egyptem a Izraelem, který okupoval Sinajský poloostrov, což mělo za následek další uzavření průplavu. Uzavřen byl celkem 8 let, vody průplavu byly zaminovány a lodě, které byly v době vypuknutí konfliktu v průplavu, byly nuceny po tu dobu kotvit ve Velkém hořkém jezeře. Jednalo se celkem o patnáct plavidel, včetně jedné československé lodi (Lednice). V roce 1973 se stala oblast kolem průplavu dějištěm nových urputných bojů mezi Izraelem a Egyptem během jomkipurské války, kdy nejdříve egyptská armáda překonala průplav a vkročila na Sinaj, aby byla posléze zastavena a izraelská armáda sama překročila průplav a vpadla do Egypta. V průplavu poté ještě dva roky probíhalo odminování a znovu otevřen byl až roku 1975.
V úterý 23. března 2021 byl Suezský průplav zcela zablokován velkou kontejnerovou lodí Ever Given společnosti Evergreen plující z Číny do nizozemského Rotterdamu. Loď se vzpříčila blíže jižního ústí průplavu. Nehoda byla způsobena nejspíše silným větrem. Loď byla úspěšně vyproštěna až po šesti dnech.

## Současný stav

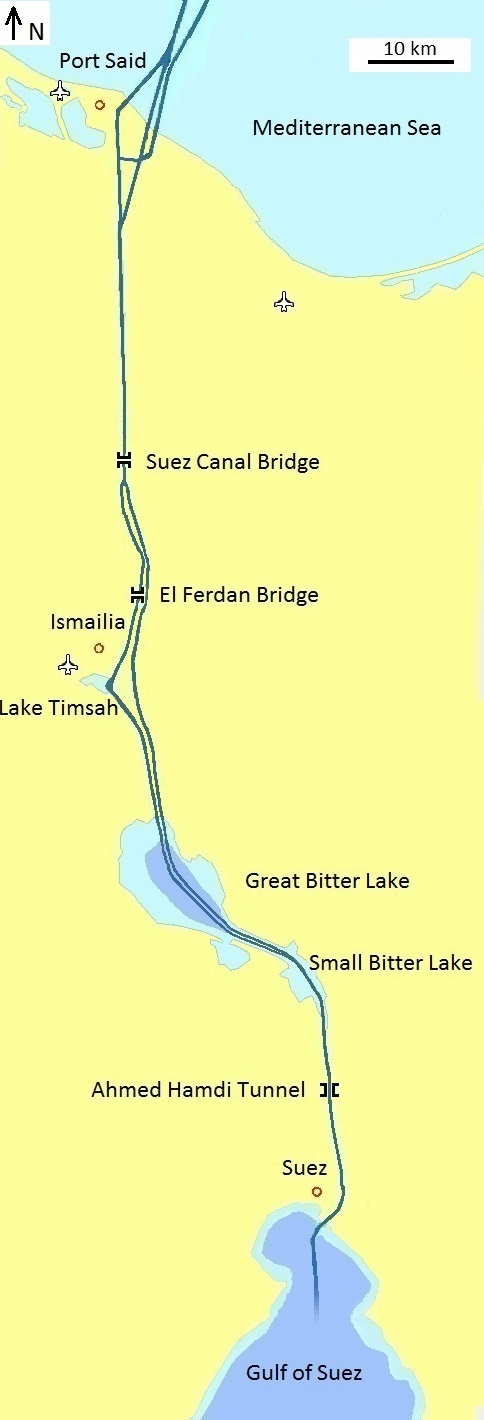
Stav kanálu v roce 2015

Průplav nemá žádná zdymadla, protože je vykopán až do úrovně mořské hladiny a rozdíl mezi hladinami moří i příliv na obou koncích je zanedbatelný. V roce 2010 došlo k dalšímu prohloubení průplavu z 18 na 20 metrů.
Podle současných kritérií mohou do průplavu vplout lodě s maximálním užitečným nákladem (DWT) až 240 000 tun. Délka lodi není omezena, maximální ponor může být 20,1 metru při maximální šířce 50 metrů, resp. 12,2 metru při maximální šířce 77,5 metru a dobrém počasí. Maximální výška lodi je omezena na 68 m mostem Přes Suezský průplav. Každou loď musí doprovázet čtyři egyptští lodivodi (pro 4 úseky průplavu), maximální dovolená rychlost je 11 až 16 km/h, aby nedocházelo k poškozování břehů, a poplatky se pohybují kolem 300 tisíc USD za průměrnou loď.
Průplavem proplulo v roce 2010 asi 20 000 lodí, což bylo 8 % celosvětového lodního provozu. Správa průplavu na průjezdních poplatcích ročně utrží asi 5 miliard USD. Nicméně 20 000 plavidel ročně proplulo i roku 1980, ale náklad se několikanásobně zvýšil.
6. srpna 2015 bylo slavnostně otevřeno rozšíření Suezského průplavu, které umožňuje obousměrnou plavbu. Do té doby byl provozován střídavý jednosměrný provoz. Po rozšíření se očekává, že se počet lodí zdvojnásobí, plavba zkrátí na 11 hodin a příjmy zvýší až na 13 mld USD.
V roce 2021 dosáhly roční příjmy kanálu 6,3 miliardy USD, což je dosavadní rekord. Bylo přepraveno celkem 1,27 miliardy tun zboží a průplavem proplulo celkem 20 694 lodí.

### Pozemní doprava
V roce 1983 byl pod průplavem prokopán první silniční tunel. Kvůli problémům s průsaky byl v letech 1992–1995 postaven nový tunel uvnitř původního. Plán dalšího rozvoje suezské oblasti z roku 2014 předpokládá stavbu dalších sedmi tunelů. V roce 2001 byl dokončen silniční zavěšený most – jeho české jméno zní most Přes Suezský průplav či most El Qantara, jeho oficiální arabské jméno je Kūbrī as-Salām (كوبري السلام), dříve se užívalo také anglické označení Egyptian-Japanese Friendship Bridge. Od roku 1999 vede přes průplav také elektrické vedení o napětí 500 kV.
Po západním břehu vede po celé délce průplavu železniční trať. Železniční most přes průplav byl zničen během šestidenní války. Znovu postaven byl až v roce 2001, jako nejdelší otočný most na světě.

## Galerie

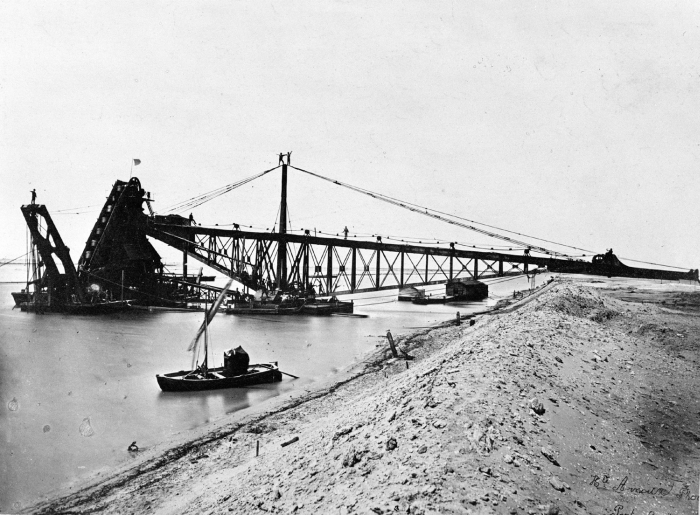
Hippolyte Arnoux: Stavba Suezského průplavu, asi 1870
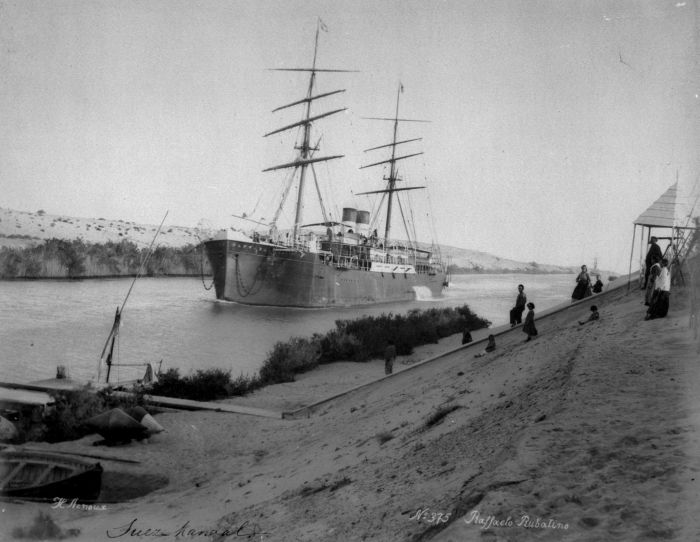
Hippolyte Arnoux: Loď Raffaelo Rubatino v Suezském průplavu
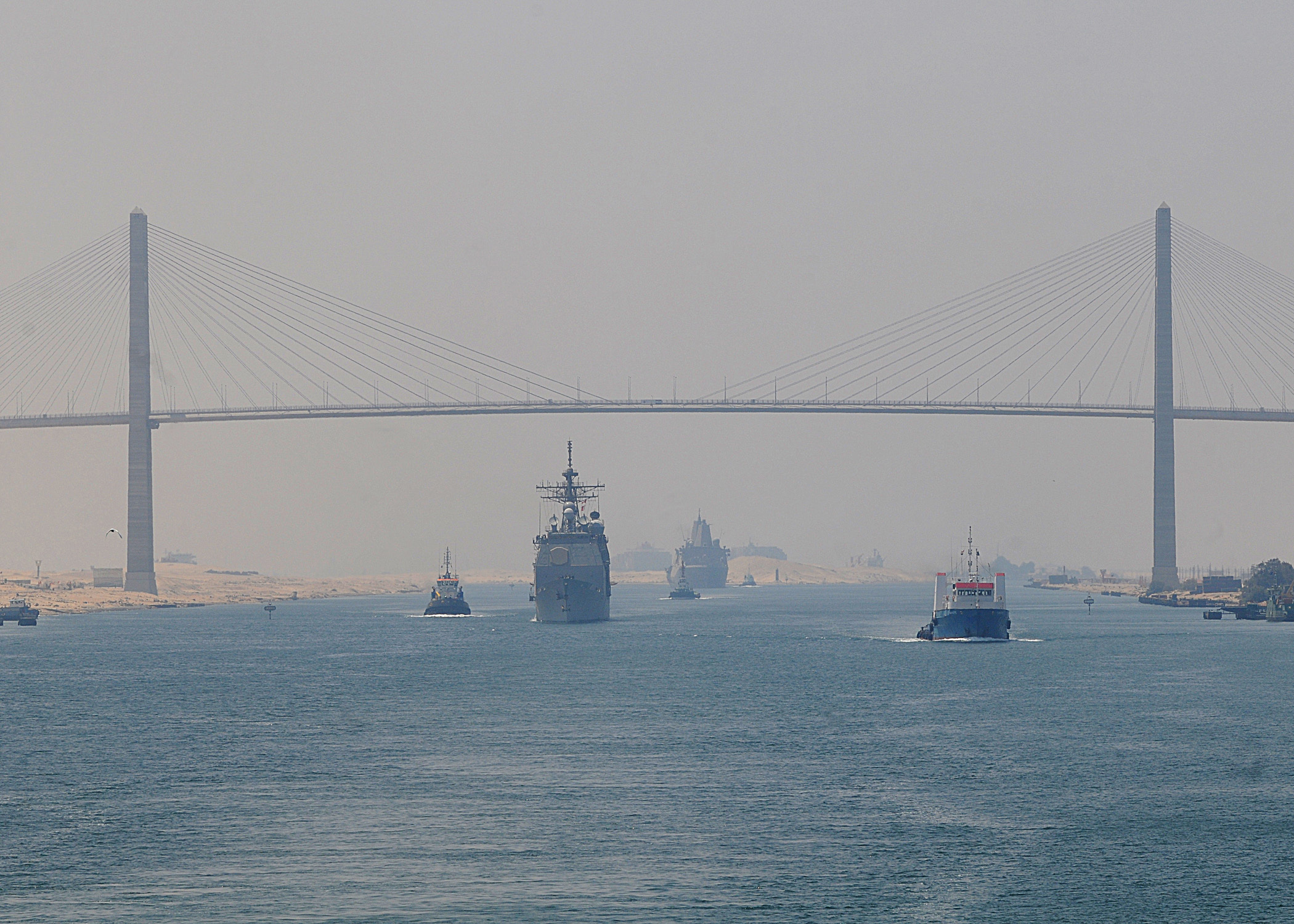
Americké válečné lodi proplouvají pod silničním mostem přes průplav. Most omezil maximální výšku lodí na 68 m.
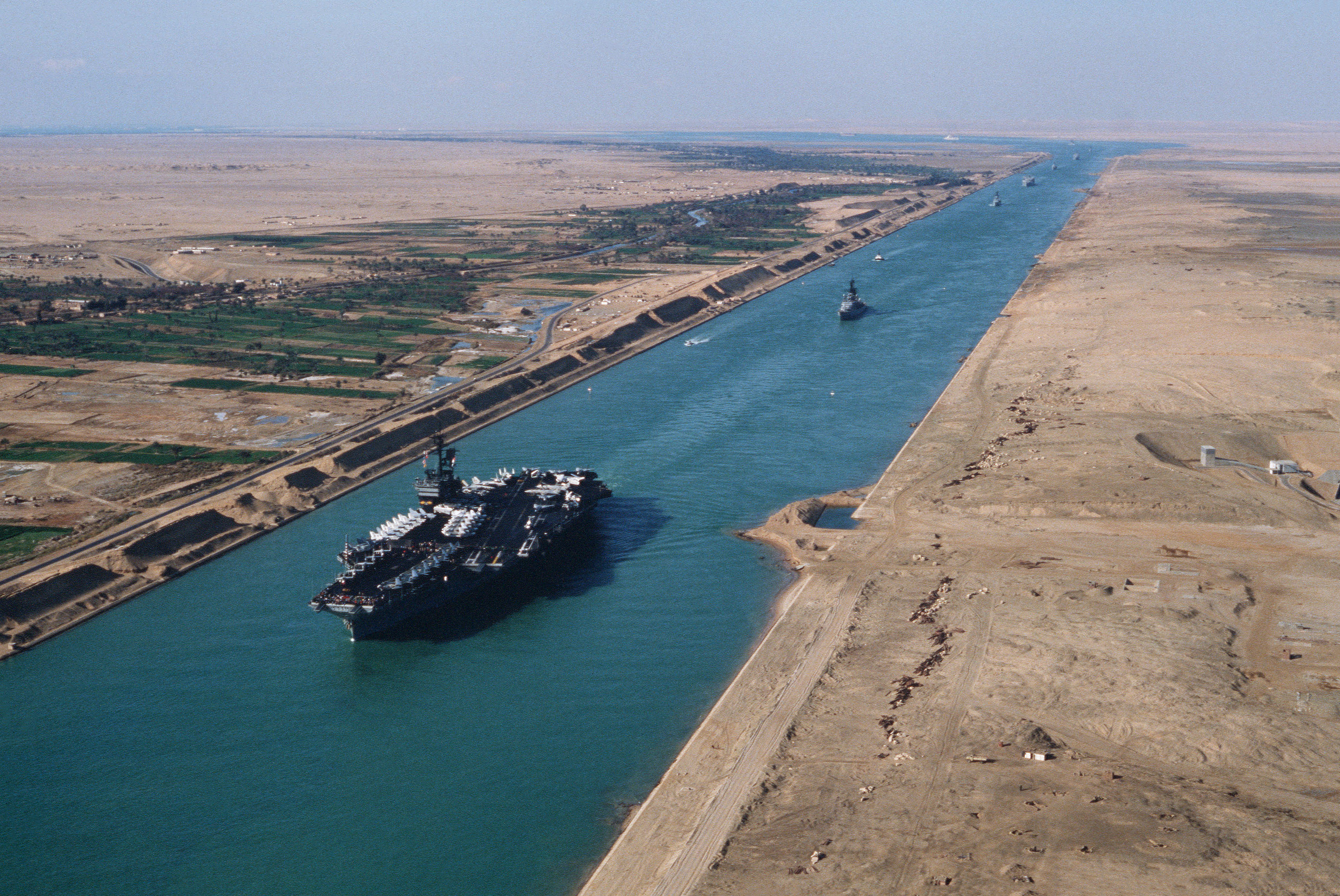
Americká letadlová loď USS America (CV-66) v suezském kanálu